# Kac-Moody-algebra
In de abstracte algebra, een deelgebied van de wiskunde, is een Kac-Moody-algebra, genoemd naar Victor Kac en Robert Moody, die deze algebra onafhankelijk van elkaar hebben ontdekt, een Lie-algebra, meestal een oneindig-dimensionale, die door voortbrengers en relaties kan worden gedefinieerd door middel van een ghegeneraliseerde Cartan-matrix. Later werd ook de promotor van Moody, Maria Wonenburger, gezien als grondlegger van deze vorm van algebra.
Deze algebra's vormen een generalisatie van eindig-dimensionale halfenkelvoudige Lie-algebra's. Veel eigenschappen met betrekking tot de structuur van een Lie-algebra, zoals het wortelsysteem, irreducibele representaties en de verbinding met vlagvariëteiten, hebben in de Kac-Moody-setting natuurlijke analoga.